# 22 Андромеды
22 Андромеды (лат. 22 Andromedae, HD 571) — одиночная звезда в созвездии Андромеды на расстоянии (вычисленном из значения параллакса) приблизительно 1467 световых лет (около 450 парсеков) от Солнца. Видимая звёздная величина звезды — +5,04m. Возраст звезды определён как около 62 млн лет.

## Характеристики
22 Андромеды — жёлто-белый яркий гигант спектрального класса F5II или F5Ib-II. Масса — около 6,1 солнечных, радиус — около 17 солнечных, светимость — около 1436 солнечных. Эффективная температура — около 6270 K.